# Arianna Ozimo
Arianna Ozimo (Chivasso, 12 aprile 1995) è un'ex calciatrice italiana, di ruolo portiere.

## Carriera

### Club
Cresciuta nelle giovanili del Torino, con la maglia granata ha vinto due campionati Primavera, il primo nella stagione 2010/11 in finale contro il Brescia, da portiere di riserva; il secondo nella stagione 2011/12 contro il Firenze disputando l'intera stagione da portiere titolare.
Dalla stagione 2009/2010 fa parte della prima squadra prima come terzo portiere e poi come secondo. Nella stagione 2012/13 fa il suo esordio in Serie A nella prima giornata di campionato contro il Riviera di Romagna.
Nell'estate 2013 si accorda con l'Alessandria per disputare il campionato di Serie B, appena ritornato secondo livello del campionato femminile dopo la sospensione della Serie A2. Con le grigionere affronta la stagione 2013-2014 nel Girone A conquistando al termine del campionato la nona posizione.
Nell'estate 2014 viene contattata dalla dirigenza del neopromosso Cuneo che le offre il ritorno alla massima serie del campionato italiano. Arianna Ozimo sottoscrive il contratto ottenendo un posto come vice del portiere titolare Noemi Asteggiano. Con le biancorosse condivide la difficile stagione 2014-2015, che la vede retrocedere in cadetteria, per poi riconquistare la Serie A dopo un solo campionato e guadagnarsi la salvezza al termine della stagione 2016-2017. A fine campionato nell'estate 2017 decide di abbandonare l'attività agonistica.

### Nazionale
Arianna Ozimo viene più volte convocata agli stage delle nazionali giovanili venendo inserita, fino ai limiti d'età, nella nazionale italiana Under-19.

## Palmarès

### Club
- Campionato italiano di Serie B: 1

Cuneo: 2015-2016

### Trofei giovanili
- Campionato Primavera (calcio femminile): 2

Torino: 2010-2011, 2011-2012